# Beta-nitroacrilato reduttasi
La beta-nitroacrilato reduttasi è un enzima appartenente alla classe delle ossidoreduttasi, che catalizza la seguente reazione:
3-nitropropanoato + NADP+ ⇄ 3-nitroacrilato + NADPH + H+